# Paragus brachycerus
Paragus brachycerus är en tvåvingeart som beskrevs av Thompson 1992. Paragus brachycerus ingår i släktet stäppblomflugor, och familjen blomflugor. Inga underarter finns listade i Catalogue of Life.